# Cervières (Loire)
Cervières település Franciaországban, Loire megyében. Lakosainak száma 99 fő (2022. január 1.). Cervières Chabreloche, Noirétable és Les Salles községekkel határos.

## Népesség
A település népességének változása:
| Lakosok száma | 135  | 111  | 102  | 129  | 118  | 123  | 120  | 108  | 105  | 99   |
|               | 1968 | 1982 | 1990 | 2006 | 2013 | 2015 | 2017 | 2019 | 2020 | 2022 |